# Nicolaus Eggers
Nicolaus Eggers (* 25. April 1689; † 13. August 1758) war ein deutscher lutherischer Theologe und Generalsuperintendent der Generaldiözese Grubenhagen und auf dem Harz.

## Leben
Geboren als Sohn des Kaufmanns und Ratsherrn Heinrich Eggers (1653–1695) in Hamburg und der Maria geb. Abel (1656–1695) wurde Nicolaus Eggers Reiseprediger des Herzogs Ludwig Rudolf von Braunschweig-Wolfenbüttel und Hofprediger des schwedischen Staatsministers Graf von Welling. 1722 wurde er Pastor in Selsingen, 1730 Superintendent in Ebstorf, 1744 erster Pastor und Superintendent in Clausthal sowie Generalsuperintendent von Grubenhagen. 1746 wurde er Konsistorialrat.
Er war seit 1726 verheiratet mit Susanne Elisabeth Chappuzeau (1702–1782), einer Tochter des Hugenotten Christoph Chappuzeau und seiner Frau Anna Katharina geb. Pflaumbaum (1661–1744). Sie hatten drei Töchter und zwei Söhne, darunter Johann Conrad Eggers.